# Меляши (Лидский район)
Меляши (бел. Меляшы́) — деревня в Лидском районе Гродненской области Беларуси. Входит в состав Дворищанского сельсовета.

## География
Пролегает дорога Н-7485.
Ближайшие населённые пункты Мергинцы, Слижи, Токари и др.

## История
С 1904 года деревня Мелеши в Лидской волости Лидского уезда Виленской губернии Российской империи.
До 3 апреля 1959 года деревня входила в состав Бердовского сельсовета Лидского района, до 11 января 1966 года — в состав Трокельского сельсовета Вороновского района.

## Население

### Численность
- 2009 год — 20 жителей

### Динамика
- 1904 год — 162 жителей (деревня Мелеши)[2]
- 1999 год — 31 жителей (перепись населения)
- 2009 год — 20 жителей (перепись населения)[2]